# Якутське книжкове видавництво
Якутське книжкове видавництво — державне книжкове видавництво в місті Якутськ, Росія. Засноване 1926 року.

## Історія
Попередником видавництва був кооператив з видання і розповсюдження книжкової продукції створений згідно розпорядження керівництва Якутської АРСР у 1924 році. 1926 року на його базі, згідно рішення бюро обкому ВКП(б) від 2 березня і постанови Народного комісаріату зв'язку Якутської АРСР від 30 липня, засноване Якутське державне книжкове видавництво. Видавництво ввійшло в систему Держкомвидаву РРФСР.
Біля витоків заснування видавництва стояли перші керівники Якутської АРСР Платон Ойунський, Ісидор Барахов, Максим Аммосов, а також письменники Кюнде, Амма Аччигийа і інші.
Видавництво почало роботу з випуску художніх творів якутських письменників. Надалі випускало масово-політичну, сільськогосподарську, виробничо-технічну, мистецьку літературу, підручники для шкіл Якутії. У 1932 році, з моменту виходу евенського букваря для дорослих «Omakta bida» («Нове життя»), стала видаватися література нечисленних народів Півночі. 
Були видані серії «Літопис великого будівництва» (про Байкало-Амурську магістраль), «Долі, пов'язані з Якутією» і інші. Зокрема в 1979 році було видано 149 книг і брошур загальним накладом близько 1,2 мільйонів примірників.
19 червня 1992 року, відповідно до постанови Уряду Республіки Саха видавництво отримало статус національного, в 1993 році було перейменовано в «Націонáльне книжкове видавництво «Бичик» Республіки Сахá». 
У 1999 році видавництво вийшло зі складу компанії «Сахаполиграфиздат» і стало державним унітарним підприємством. У 2007 році відповідно до указу Президента Республіки Саха видавництво отримало ім'я Семена Андрійовича Новгородова.  У 2018 році стало Національною видавничою компанією. У 2021 році було перейменовано в «Айáр».

## Відзнаки
- багаторазовий лауреат Всеросійського національного конкурсу «Книга року»;
- володар Золотої медалі XXVI Лондонської книжкової виставки «London Book Fair 2017»;
- володар дипломів Бюро ЮНЕСКО в Москві по Азербайджану, Вірменії, Білорусі, Республіці Молдова та РФ;
- володар Почесного знака «Лідер галузі» Всеросійського бізнес-рейтингу;
- володар премії імені Марії Шевель V літературного фестивалю «Open Eurasian Literature Festival & Book Forum»[1].